# Nieuw Amsterdam (Schiff, 2010)
Die Nieuw Amsterdam ist ein Panamax-Kreuzfahrtschiff der auf der Vista-Klasse basierenden Signature-Klasse der Holland-America Line. 

## Geschichte
Holland-America Line bestellte 2009 ein Schwesterschiff der Eurodam bei Fincantieri. Das Schiff wurde am 30. Oktober 2009 ausgedockt. Im Juni 2010 wurde die Nieuw Amsterdam abgeliefert und kam unter der Flagge der Niederlande mit Heimathafen Rotterdam in Fahrt. 4. Juli 2010 in Venedig von Königin Maxima getauft, bevor es am 5. Juli 2010 zu seiner Jungfernkreuzfahrt aufbrach. An Bord ist Platz für 2106 Passagiere.
Am 5. August 2021 kamen während eines Ausflugs beim Absturz eines Wasserflugzeugs vom Typ De Havilland DHC-2 Beaver bei Ketchikan, Alaska, fünf Passagiere des Schiffes sowie der Pilot ums Leben.